# Alastair Heathcote
Alastair Heathcote, född den 18 augusti 1977 i Aten i Grekland, är en brittisk roddare.
Han tog OS-silver i åtta med styrman i samband med de olympiska roddtävlingarna 2008 i Peking.